# Valle Umbra
La Valle Umbra ou encore Valle Spoletana, est une vaste plaine d'origine alluvionnaire, la seconde d'Ombrie occupée dans l'Antiquité par deux lacs, le Lacus Clitorius et le Lacus Umber, précédemment unis en un unique bassin aujourd'hui asséché. La seule trace de l'existence de ces lacs sont les Fonti del Clitunno.

## Géographie
La vallée, de forme allongée, s'étend depuis Spolète jusqu'à la confluence dans la vallée du Tibre selon une ligne directrice nord-sud. Elle est traversée par le fleuve Topino et ses affluents parmi lesquels la rivière Clitumne dont le nom provient du Lacus Clitorius qui la traverse sur toute sa longueur. La vallée est délimitée à l'est par les crêtes principales des Apennins et à l'ouest par le chaînon des monts Martani.
La vallée est habitée par 150 000 habitants. Ses principales villes sont Foligno, qui se situe au centre de la vallée, et Spolète, qui se trouve à l'extrémité sud. Les autres villes sont Assisi, Bastia Umbra, Bevagna, Castel Ritaldi, Spello, Trevi et Montefalco. La vallée est occupée par une zone urbaine et industrielle pratiquement ininterrompue qui va de Spolète à l'embouchure de la vallée du Tibre le long des voies routières de la Strada Statale 3 Via Flaminia et de la Strada Statale 75 Centrale Umbra qui traversent les principaux centres urbains que sont Spolète, San Giacomo, Campello sul Clitunno, Borgo Trevi, Matigge, Sant'Eraclio, Foligno avec ses frazioni, Spello, Capodacqua, Santa Maria degli Angeli, Assisi, Bastia Umbra, jusqu'à Ponte San Giovanni dans la vallée du Tibre.

## Voies de communications
La vallée est traversée sur toute sa longueur par la « superstrada » Strada Statale 75 Centrale Umbra (it) ainsi que parallèlement aux routes les voies ferrées ferrovia Roma-Ancona (it) et Ferrovia Foligno-Terontola (it). Dans la Valle Umbra se trouvent les deux aéroports de l'Ombrie, l'aéroport de Foligno et l'aéroport de Pérouse-Sant'Egidio qui est situé à l'extrémité nord de la vallée.

## Administration
La Valle Umbra est du point de vue géographique complètement englobée dans le territoire de la province de Pérouse et les communes qui la composent sont les suivantes :
- Assisi ;
- Bastia Umbra ;
- Bettona ;
- Bevagna ;
- Campello sul Clitunno ;
- Cannara ;
- Castel Ritaldi ;
- Foligno ;
- Montefalco ;
- Spello ;
- Spoleto ;
- Trevi ;
- Valtopina.

Le terme Valle Umbra a aussi une valeur administrative et s'applique à l'espace occupé par la vallée mais aussi les montagnes limitrophes qui, avec la Valnerina, constituent un ensemblle administratif (Associazione dei comuni, ASL, bacino di trasporto, consortiums intercommunaux, etc. parfois appelés « Area vasta ») parfois considéré comme la « troisième province ombrienne » possédant des caractéristiques historiques, culturelles, économiques et sociales distinctes de celles de deux autres grandes zones de la région.
Aujourd'hui les administrations (ainsi que ASL n.3) font toutes référence à un unique territoire qui exclut néanmoins les communes d'Assisi, Bastia Umbra et Bettona ainsi que la Valnerina. La zone est souvent appelée « Flaminia-Valnerina ». 
Même les fédérations des partis politiques ont adapté leur structure territoriale à cette division.
Du point de vue administratif les communes suivantes font aussi partie de la Valle Umbra :
- Giano dell'Umbria ;
- Gualdo Cattaneo ;
- Massa Martana ;
- Nocera Umbra ;
- Sellano.

en Valnerina :
- Cascia ;
- Cerreto di Spoleto ;
- Monteleone di Spoleto ;
- Norcia ;
- Poggiodomo ;
- Preci ;
- Sant'Anatolia di Narco ;
- Scheggino ;
- Vallo di Nera.

## Économie
La structure économique est basée sur l'agriculture, les petites et moyennes entreprises, le tourisme et le secteur tertiaire.
L'agriculture est réputée pour son huile d'olive et ses vignobles avec le cépage Sagrantino di Montefalco. 
L'industrie alimentaire produit des abats de porc transformés, confiseries, pâtes alimentaires et les produits traditionnels sous leur forme préservée (truffes, lentilles, fromage).
Le tourisme, avec ses cités médiévales et les nombreux centres artistiques dont Assise, est en développement avec la mise en place de structures d'accueil (gîtes, maisons d'hôtes) sur tout le territoire, revitalisant les zones collinaires rurales délaissées.